# Max Werner (Architekt, 1877)
Gustav Emil Max Werner (* 26. März 1877 in Cottbus; † 31. Dezember 1933 in Berlin) war ein deutscher Architekt.

## Leben
Max Werner arbeitete hauptsächlich in Berlin und Umgebung selbständig als Architekt und war Mitglied im Bund Deutscher Architekten (BDA).

## Bauten und Entwürfe
Von Max Werner sind vor allem Wohnbauten erhalten, so zum Beispiel Land- und Mietshäuser in Berlin-Spandau und Berlin-Zehlendorf.
- 1905: Wohnhaus für Adolf Scholz in Berlin-Zehlendorf, Limastraße 16 (unter Denkmalschutz)[3]
- 1907–1908: Villa Lemm, Wohnhaus für den Fabrikanten Otto Lemm in Berlin-Gatow, Rothenbücher Weg 2/4 (unter Denkmalschutz)[4][5]
 Villa und Nebengebäude stehen heute ebenso wie die von Richard W. Köhler und Carl Kempkes entworfenen Gartenanlagen unter Denkmalschutz.[6] 1999 wurde die denkmalgerechte Rekonstruktion des Gartens der Villa Lemm mit der Ferdinand-von-Quast-Medaille für Denkmalschutz und Denkmalpflege ausgezeichnet.[5][7]
- 1912: Wohnhaus für den Fabrikanten Max Kosegarten in Berlin-Zehlendorf, Goethestraße 17/19 (seit 1952 Evangeline-Booth-Krankenhaus, unter Denkmalschutz)[8]
- 1915–1917: Entwurf Villa Karolingerplatz 10 u. 11 in Berlin-Westend, Baudenkmal[9]
- 1921: Mausoleum für die Familie Lemm auf dem Friedhof der Kaiser-Wilhelm-Gedächtnis-Gemeinde am Fürstenbrunner Weg in Berlin-Westend (mit Glasmosaiken aus den Vereinigten Werkstätten für Mosaik und Glasmalerei Puhl & Wagner / Gottfried Heinersdorff; unter Denkmalschutz)
- 1922–1923: Villa in Bad Saarow
 Das Haus war ab 1932 in Besitz von Franziska Prinzessin zur Lippe und ging danach als Schenkung an den Demeter-Bund, der es als zentralen Deutschland-Sitz nutzte. Nach 1945 war es Sitz des Rates der Gemeinde.[10]
- 1922–1923: Haus am Waldsee, Wohnhaus für den Fabrikanten Hermann Knobloch in Berlin-Zehlendorf, Argentinische Allee 30 (unter Denkmalschutz)[11][12]
- 1925–1930 (in mehreren Bauabschnitten): Umbau und Erweiterung des Kreiskrankenhauses in Angermünde[13][14]
- 1928: Haus am See, Wohnhaus für Moritz Hirschler in Bad Saarow, Silberberger Straße 7

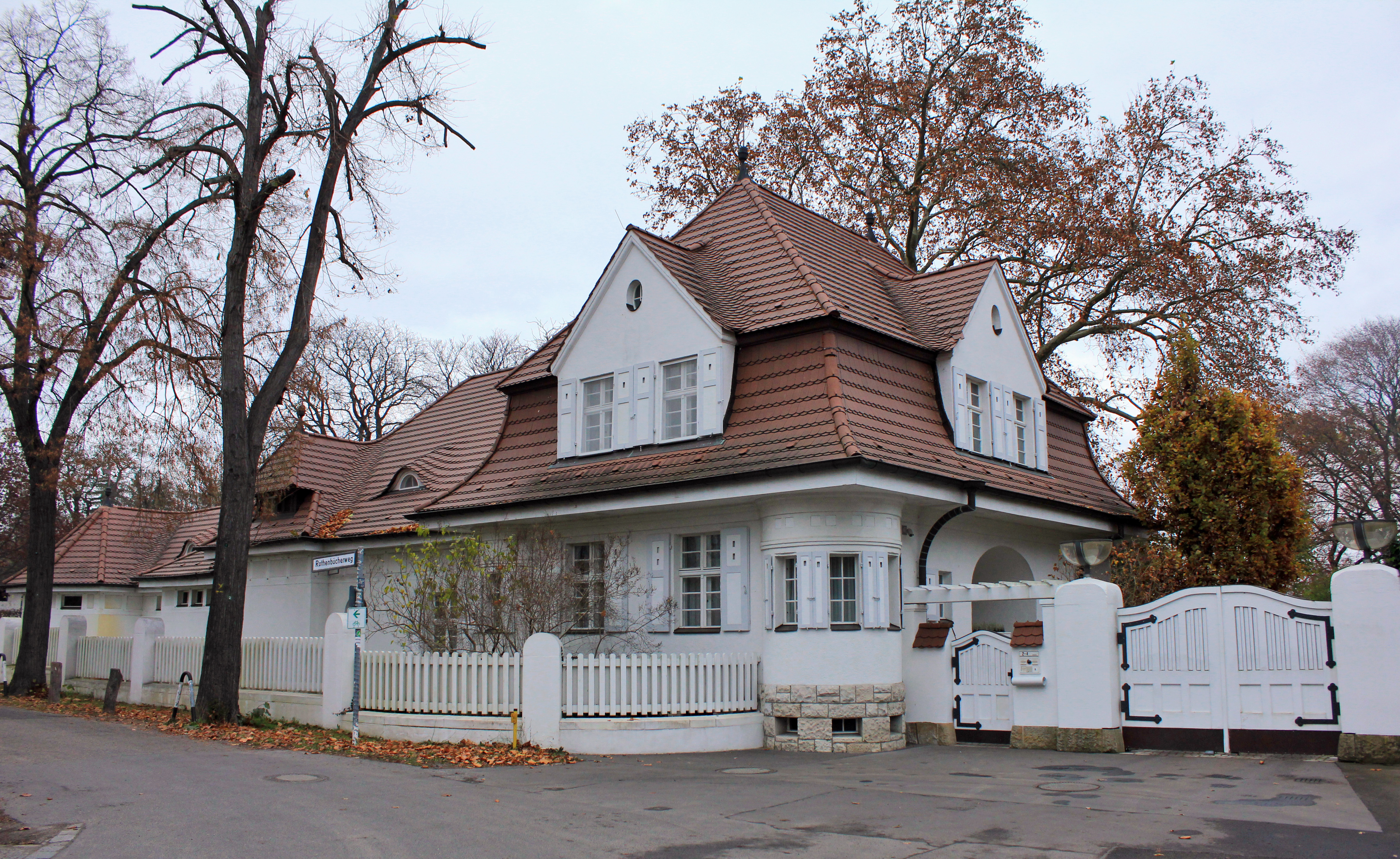
Pförtnerhaus zur Villa Lemm in Berlin-Gatow
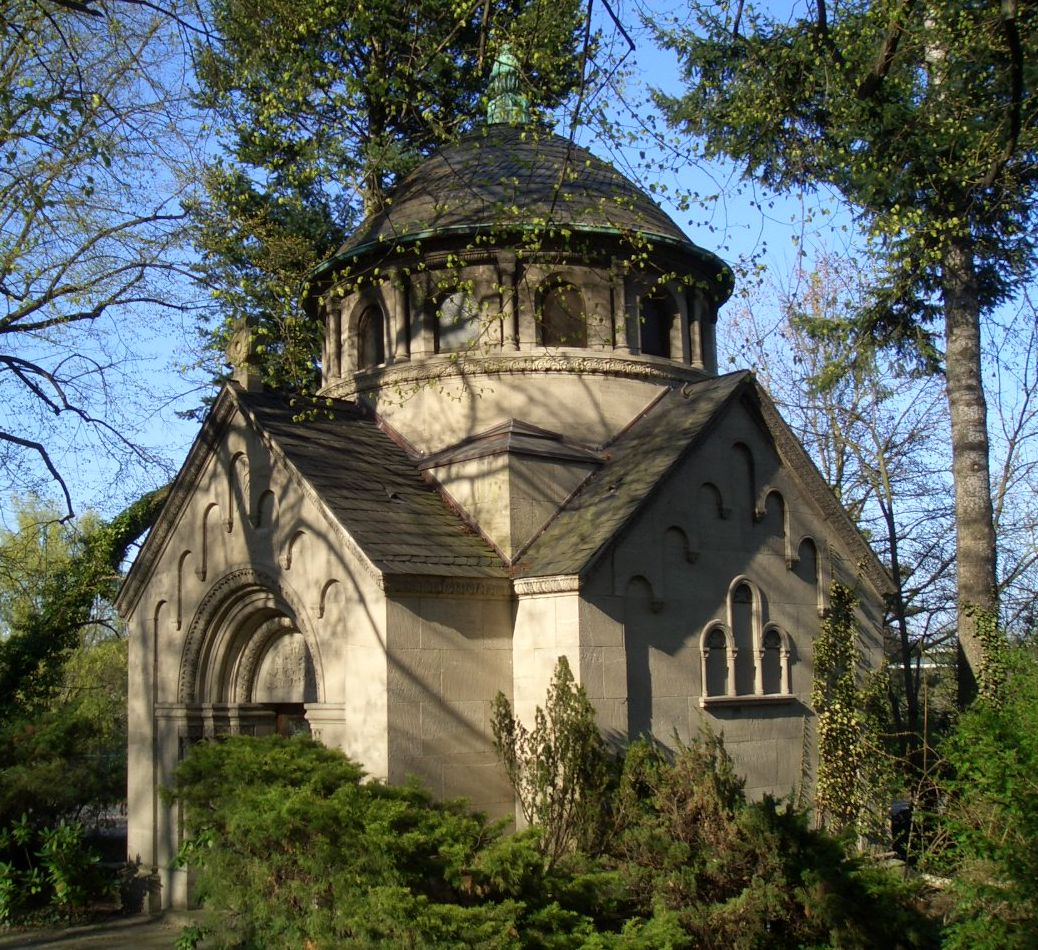
Mausoleum Lemm in Berlin-Charlottenburg
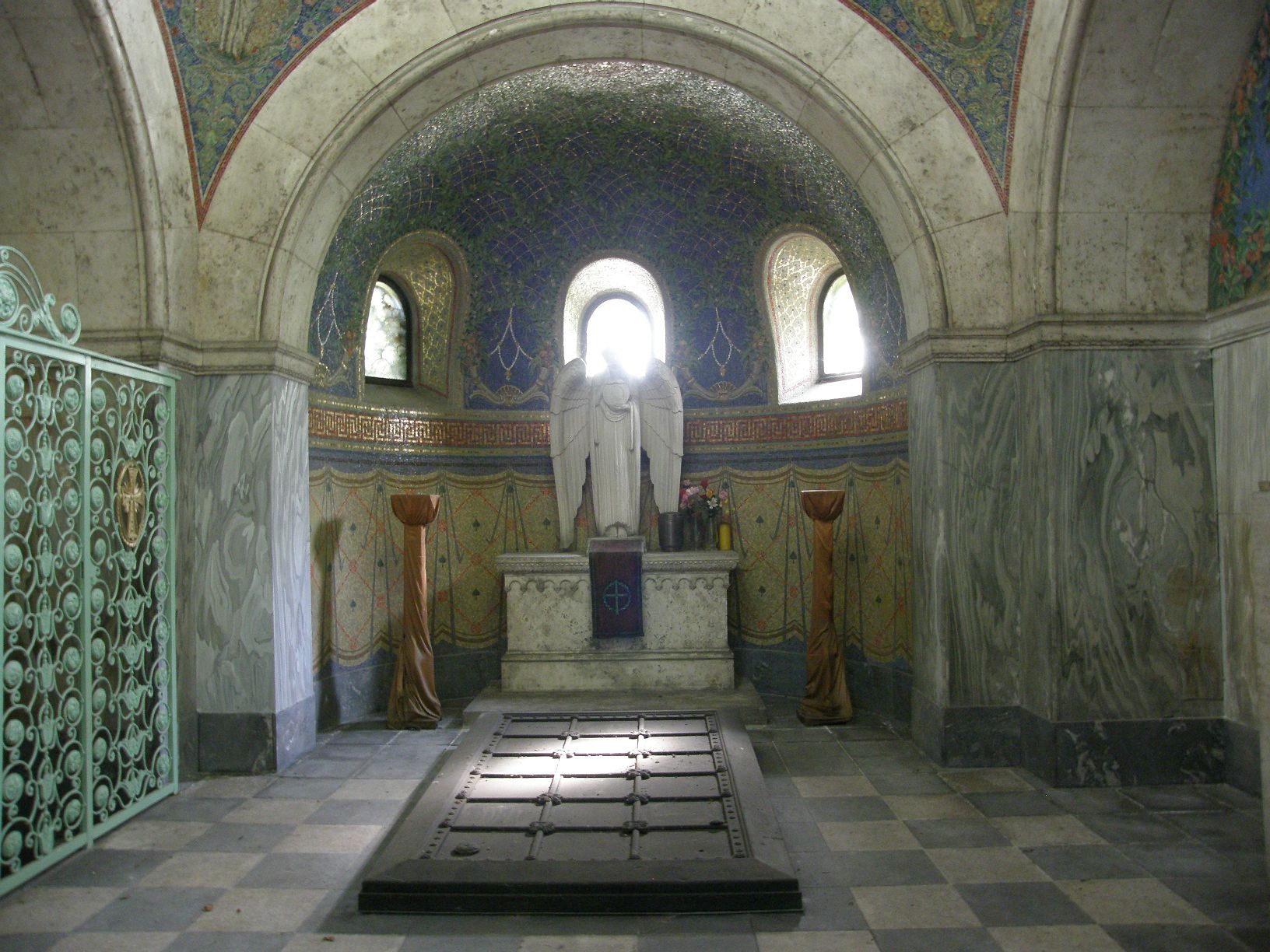
Mausoleum Lemm, Innenraum mit Glasmosaiken
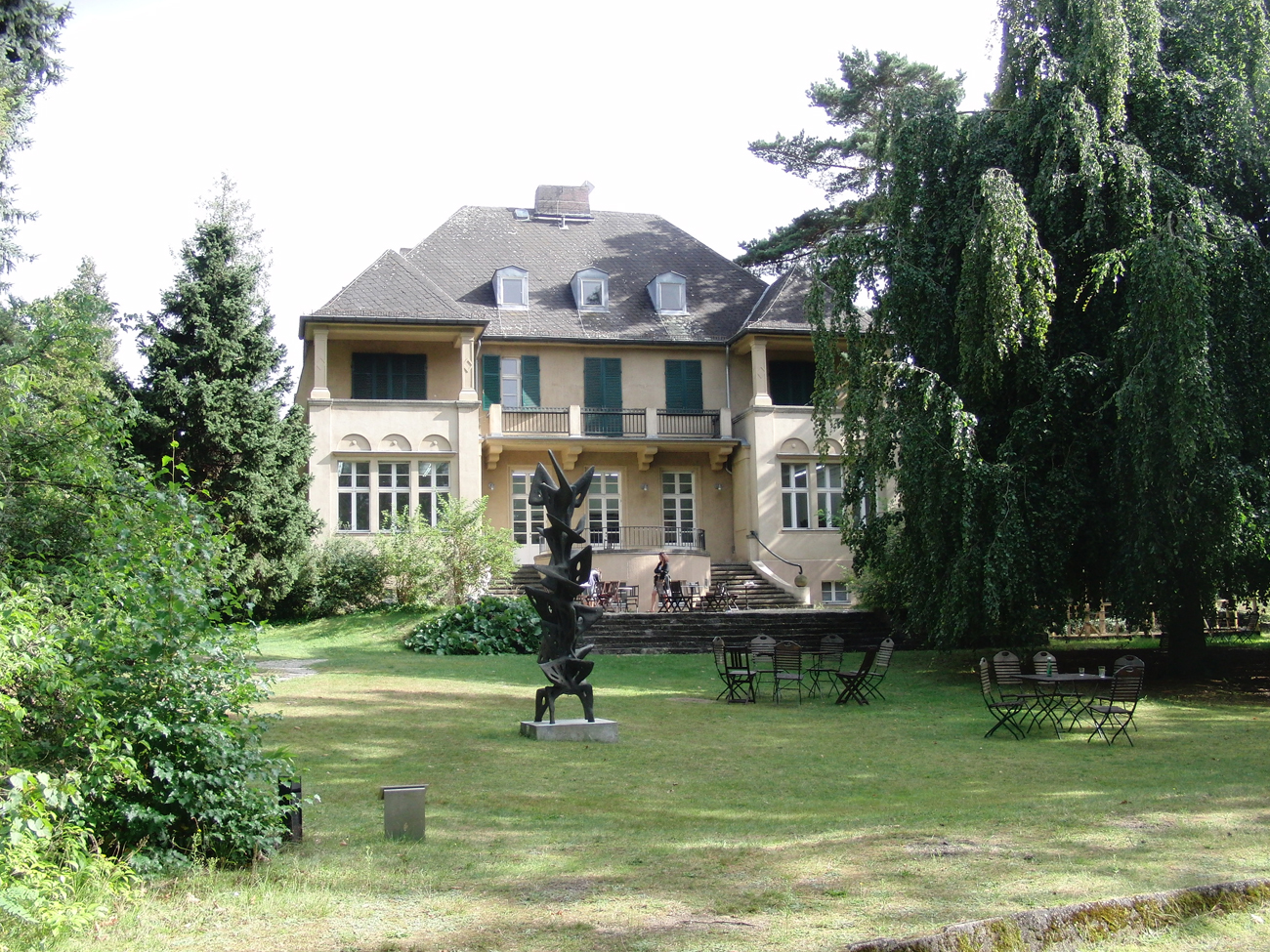
Haus am Waldsee in Berlin-Zehlendorf
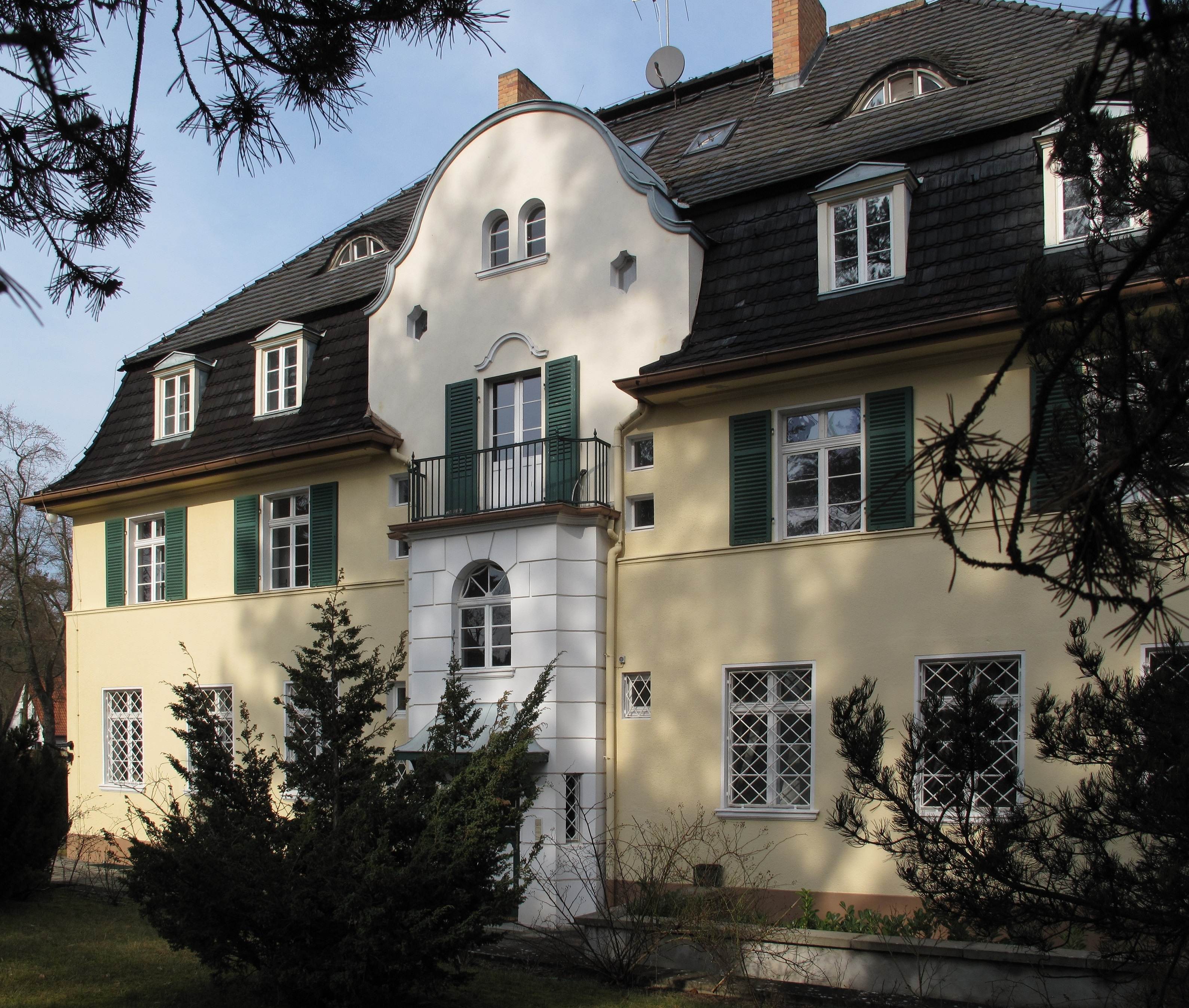
Villa in Bad Saarow (Demeterhaus)
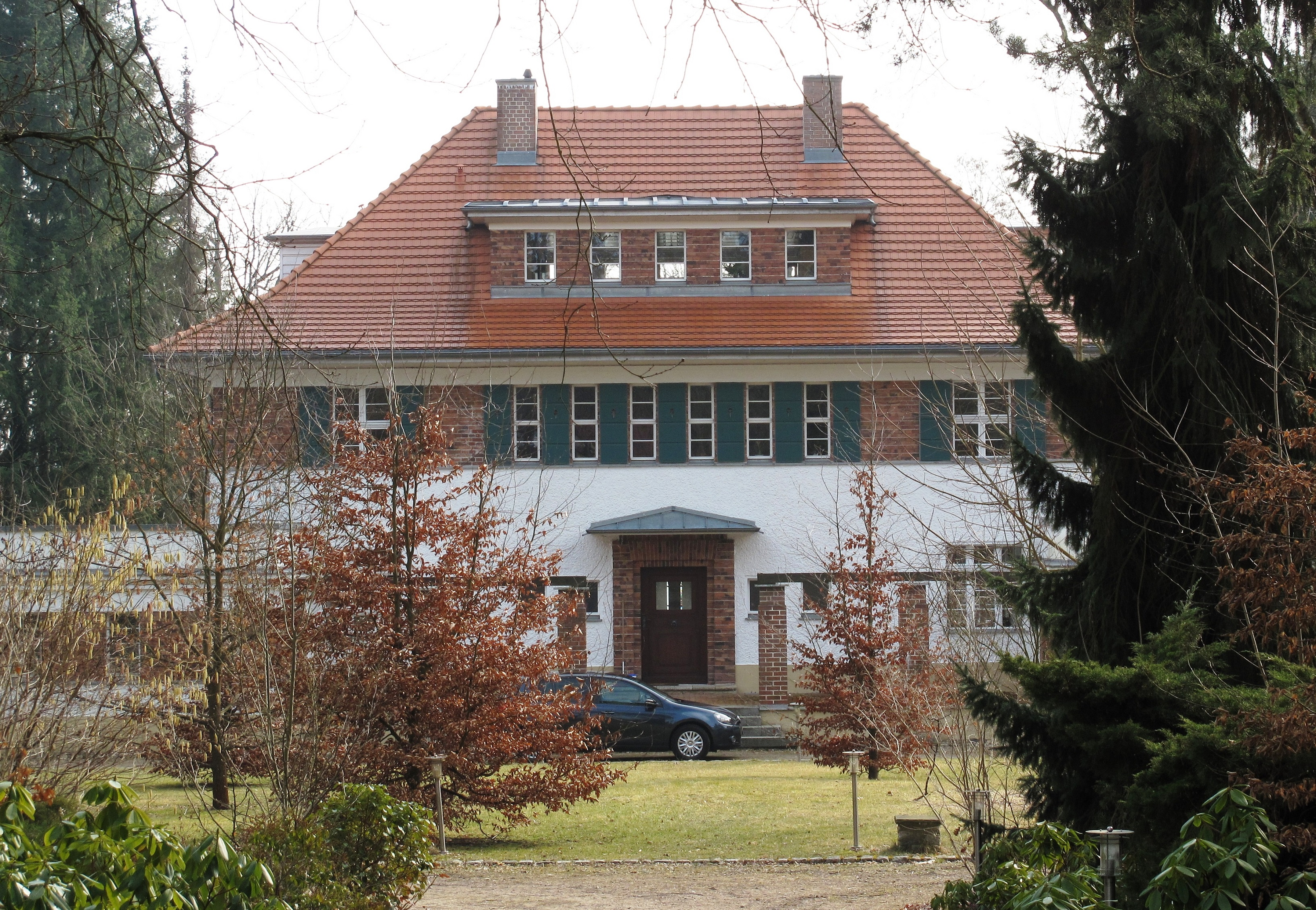
Haus am See in Bad Saarow
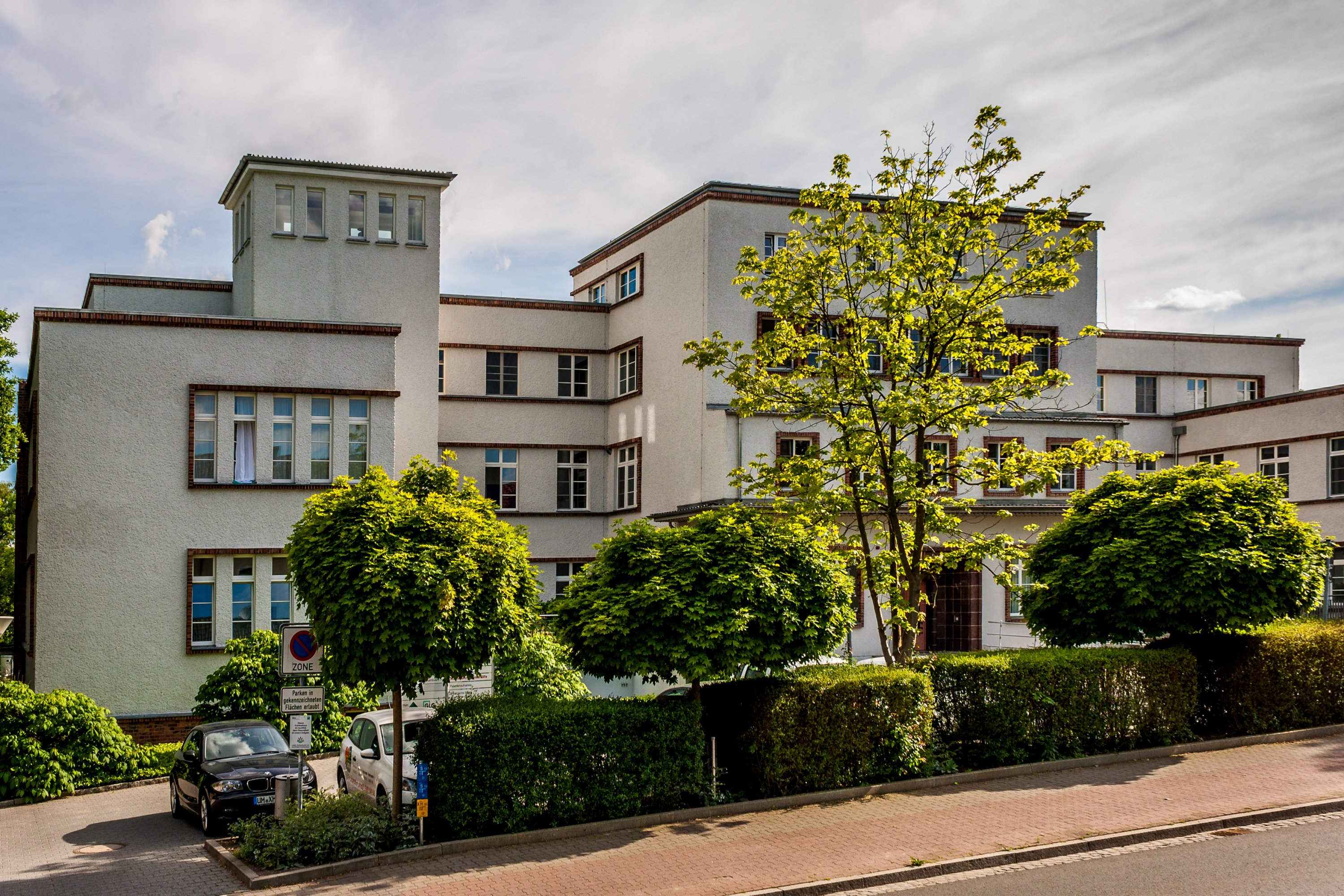
Kreiskrankenhaus in Angermünde